# جملون

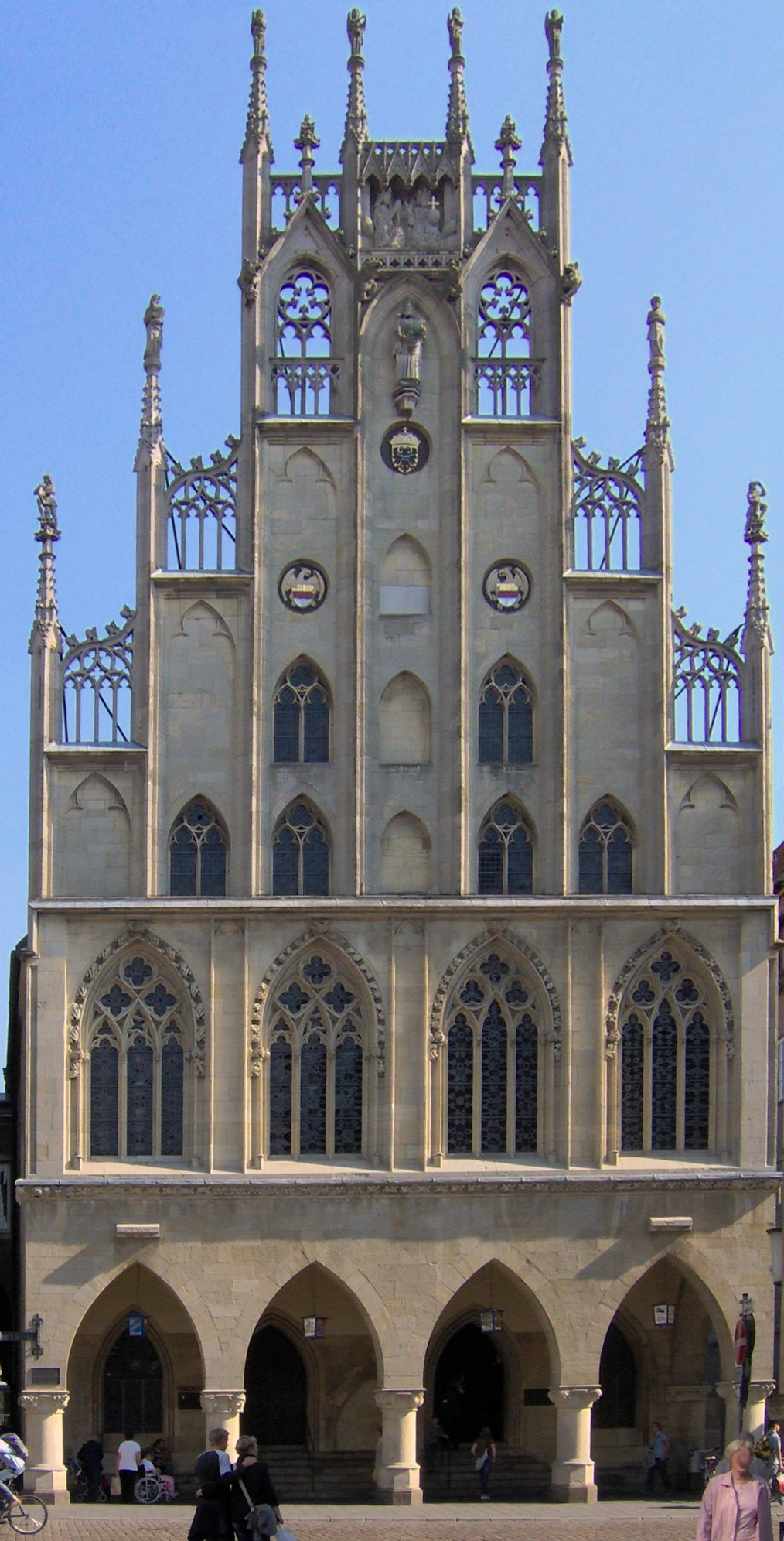
دار بلدية مونستر في ألمانيا مع جملون.

الجَمَلُون عموماً هو الجزء الأعلى من المثلث. ويستخدم المصطلح في الهندسة المعمارية لتعريف نوع من الأسقف للبيوت والمباني القرميدية. من الأمثلة على أسلوب بناء الجملون دار البلدية في مدينة مونستر الألمانية.

سقف جملون في أبسط صورة.

الجملون في الهندسة المدنية هو منشأ تكون وحدة تركيبة هو عنصر إنشائي، عادة مصنوع من الخشب، القطاعات، المواسير المعدنية، الخرسانة المسلحة، أو أي مادة أخرى.

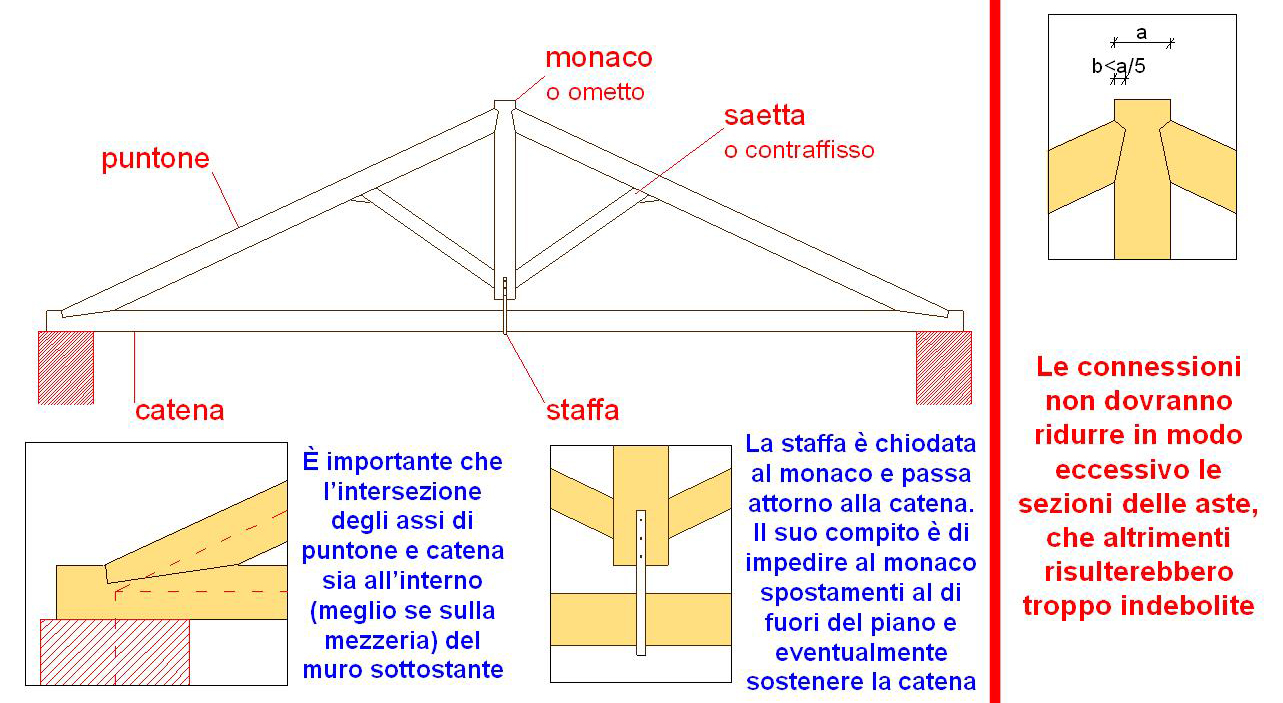
جملون إيطالي: عناصر وتفاصيل البناء.

الفكرة تقوم على أن يتم نقل الأحمال (سواء أحمال الوزن أو أحمال الرياح) على أعضاء المثلث الثلاثة مركزياً دون حدوث انبعاج أو التواء مما يؤدي إلى تخفيض وزن وحجم المنشأ بشكل كبير. ويتألف عامة من 3 أجزاء: أحدهم أفقي والآخرين مائلين يستندان على بعضهم البعض من جهة وعلى الجزء الأفقي من الطرف الأخر. كما أن القوة المساهمة في اتزان الجملون تكون مساوية لبعضها.
يستخدم الجملون بشكل واضح في الجسور والمخازن الكبيرة، بناء الأسقف المائلة.

## الخصائص
يتكون الجملون عادةً (لكن ليس بالضرورة) من عناصر مستقيمة متصلة مع بعضها عند الوصلات، ويطلق عليها اسم نقاط اللوحة، وعادة ما تتكون من مثلثاث، بسبب ما يوفره هذا الشكل والتصميم من ثبات. المثلث هو أبسط شكل هندسي لا يتسبب بتغير في شكل الجملون عندما تكون أطوال الجوانب ثابتة. بالمقارنة، يجب أن تكون الزوايا وأطوال الشكل المكون من أربع جوانب مثبتة حتى يحافظ على شكله. تسمى الوصلات المصممة لتثبيث ودعم الجملون عادة باسم وصلة منتر.

## الاستاتيكا
يوصف الجملون الذي يفترض أنه يتألف من عناصر متصلة بواسطة مساند تثبيث، ومدعم في كلا الطرفين بواسطة مفاصل منزلقة، بأنه محدد وقابل للحساب استاتيكيًا. تطبق قوانين نيوتن على الهيكل ككل، وكذلك على كل وصلة أو مفصل. لكي تظل أي وصلة متعرضة لحمل خارجي أو قوة محددة استاتيكيًا في الفراغ، يجب أن تتحقق الشروط التالية: مجموع كل القوى (الأفقية والرأسية)، بالإضافة إلى كل العزوم المؤثرة عليها تساوي صفرًا. وينتج عن تحليل هذه الحالات في كل وصلة مقدار الضغط أو الشد.
الجملونات المدعمة والمثبتة في أكثر من موضعين تكون غير محددة وغير قابلة للحساب استاتيكيًا، أي أن تطبيق قوانين نيوتن وحدها لا يكفي لتحديد مقدار القوى في العناصر.
لكي يكون الجملون المكون من عناصر متصلة مع بعضها بوصلات تثبيث مستقرًا، لا يلزم أن يكون مكونًا بالكامل من أشكال مثلثية. من الناحية الرياضية، يجب تحقق هذا الشرط لضمان ثبات واستقرار الجملون:
{\displaystyle m\geq 2j-r\qquad \qquad \mathrm {(a)} }
حيث يمثل m العدد الإجمالي لعناصر الجملون، وJ إجمالي عدد الوصلات، و r عدد قوى رد الفعل (يساوي 3 بشكل عام) في الهيكل ثنائي الأبعاد.
عندما تتحقق المعادلة التالية {\displaystyle m=2j-3}، فإن الجملون يعتبر محددًا وقابلًا للحساب استاتيكيًا، لأنه يمكن تحديد القوى الداخلية في العناصر بالإضافة إلى قوى رد الفعل بشكل كامل عبر معادلات الاتزان، بمجرد معرفتنا بالأحمال الخارجية والشكل الهندسي للجملون. على فرض وجود عدد معين من الوصلات، يكون الحد الأدنى لعدد العناصر كما في المعادلة، بمعنى أنه إذا انهار أي عنصر، فإن الجملون كله سينهار أيضًا. في حين أن العلاقة (a) ضرورية، فإنها غير كافية لتحقيق الثبات والاستقرار للجملون، وهو ما يعتمد أيضا على الشكل الهندسي له، وأنواع التثبيت، وقدرة التحمل لعناصره.

بعض الجملونات مبنية بأكثر من هذا العدد الأدنى للعناصر، وقد تستمر هذه الهياكل ولا تتعرض للانهيار الكلي حتى عندما ينهار بعض عناصرها. تعتمد قوى عناصرها على الصلابة النسبية للعناصر، بالإضافة إلى شرط الاتزان الموصوف.

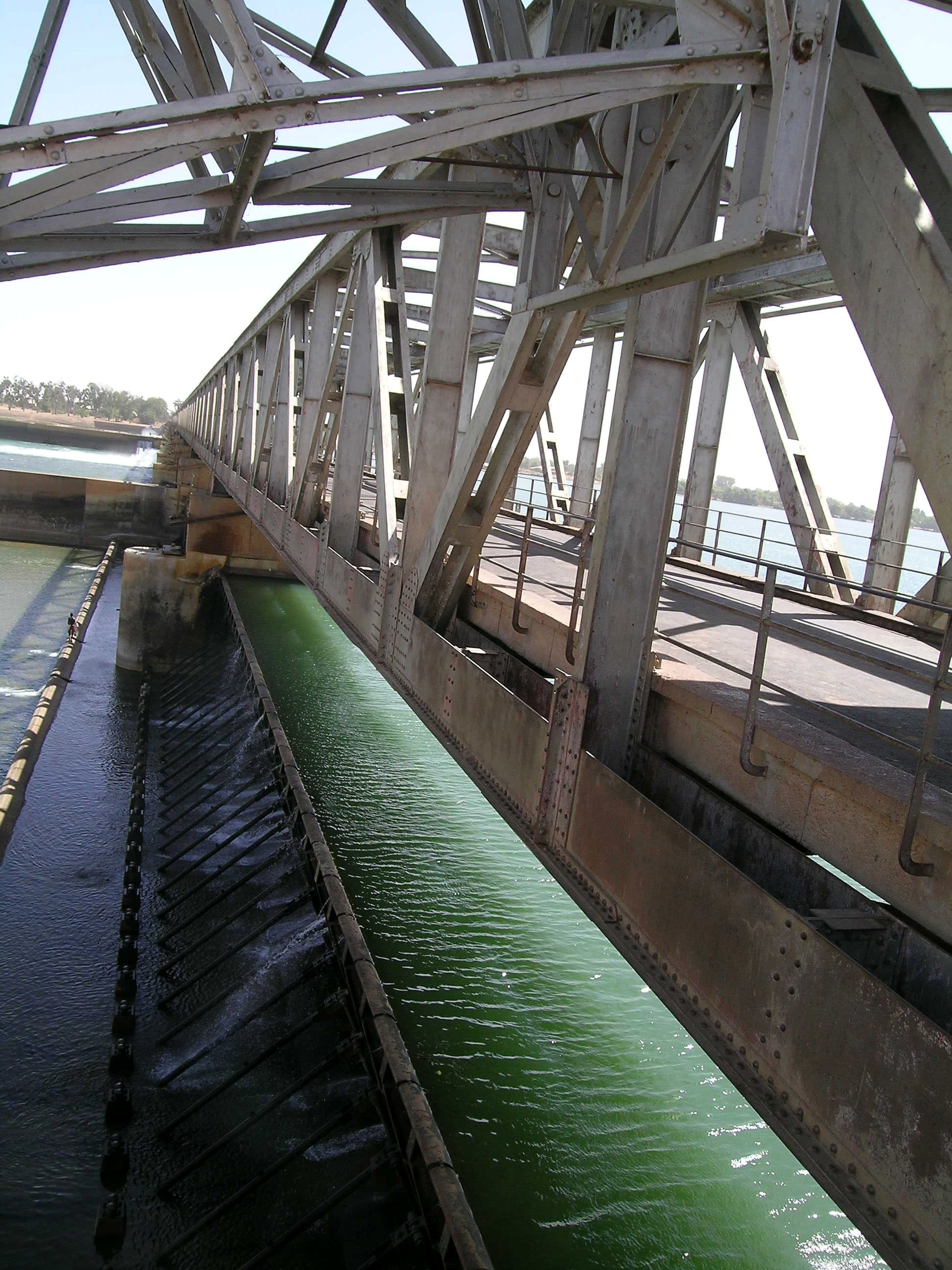
هذا العنصر من استخداماته إنشاء الجسور المتينة. مثلا هذا الجسر عبر نهر النيجر في مدينة ماركالا.

## العيوب
تعتبر الجملونات من أسوأ تصاميم الأسقف في مناطق الأعاصير الاستوائية. ليس فقط لأنها تنخلع بسهولة في رياح الأعاصير، لكنها أيضاً تجمع الرياح كالأشرعة. فعندما تنساب الرياح داخل الجملون فإنه يعمل كجناح يجمع الهواء.